# İsmail Ogan
İsmail Ogan (Adalia, 5 marzo 1933 – Adalia, 26 aprile 2022) è stato un lottatore turco, specializzato nella lotta libera.

## Palmarès

### Olimpiadi
- 2 medaglie:
  - 1 oro (Tokyo 1964 nei 78 kg)
  - 1 argento (Roma 1960 nei 73 kg)

### Mondiali
- 3 medaglie:
  - 1 argento (Istanbul 1957 nei 73 kg)
  - 2 bronzi (Teheran 1959 nei 73 kg; Sofia 1963 nei 78 kg)